# Hedvigsfors
Hedvigsfors är en by i Bjuråkers socken i Hudiksvalls kommun, Gävleborgs län. Den klassades som småort 2005 men inte därefter.
Orten började som ett bruk, Aldersfors, norr om Österbo. År 1742 gav bergskollegium tillstånd att uppföra en masugn med två stångjärnshammare och gav bruket nio års skattefrihet. Efter år 1755 kallades bruket Hedvigsfors Bruk. Dess ursprunglige ägare, Daniel Ahlbom, sålde bruket till Erik Runer som i sin tur överlät det till Robert Finlay. Efter ett ofullbordat överlåtande till John Jennings tillföll bruket riksbanken, vilken 1784 sålde bruket på offentlig auktion till Sara Elisabeth Schissler. Riksbanken återkom som ägare 1812 och sålde bruket följande år för 14800 riksdaler. År 1816 såldes bruket för drygt 33333 riksdaler, året därpå för 36500. Per Adolf Tamm köpte bruket för 60000 riksdaler 1831 och fick 1842 privilegium på att uppföra ännu en stångjärnshammare.
Efter Tamms död uppgick Hedvigsfors och familjen Tamms övriga brukstillgångar i Iggesunds Bruk 1876.